# 茨城県立岩井高等学校
茨城県立岩井高等学校（いばらきけんりつ いわいこうとうがっこう）は、茨城県坂東市にあった県立高等学校。

## 概要
「岩高（いわこう）」や「岩井高（いわいこう）」と称される。毎年、県内でもトップクラスの就職率を出している。
2008年度には茨城県立岩井西高等学校と統合し、名称は同一の新校となった。制服・教育課程は改定されたが、校章・校地は旧・岩井高等学校のものが存続した。また、校訓は岩井西高等学校のものから「知性」を取り入れ、新しい校訓になっている。

## 沿革
- 1927年 - 岩井実科高等女学校創立。
- 1943年 - 岩井高等女学校に改称。
- 1952年 - 茨城県に移管、茨城県立岩井高等学校となる。
- 2008年 - 茨城県立岩井西高等学校と統合。
- 2022年3月31日 - 茨城県立坂東総合高等学校と統合され、茨城県立坂東清風高等学校となり閉校。

## 交通
- 首都圏新都市鉄道つくばエクスプレス線守谷駅、関東鉄道常総線水海道駅及び東武鉄道野田線愛宕駅からバス、「岩井局前」下車、徒歩約3分。
- 東京駅から高速バス常総ルートに乗車し、「岩井局前」下車、徒歩約3分。